# Унгаряска
Унгаря́ска — гора у західній частині масиву Свидовець (Українські Карпати, у межах Тячівського району Закарпатської області). Висота — 1707 м. До висоти 1400 м — хвойні та букові ліси, криволісся, вище — полонини. Північно-східні та північно-західні схили гори круті, західні та східні — пологі.
На захід від Унгаряски розташована гора Мала Куртяска (1644 м), на схід — гора Трояска (1702 м), на південний схід — Догяска (1761 м), на північний схід — Татарука (1707 м).
Через Унгаряску проходить популярний туристичний маршрут «Вершинами Свидовця» — від селища Ясіня до селища Усть-Чорна (або у зворотному напрямку).
Найближчі населені пункти: село Чорна Тиса, селище Усть-Чорна, село Красна.

## Фотографії

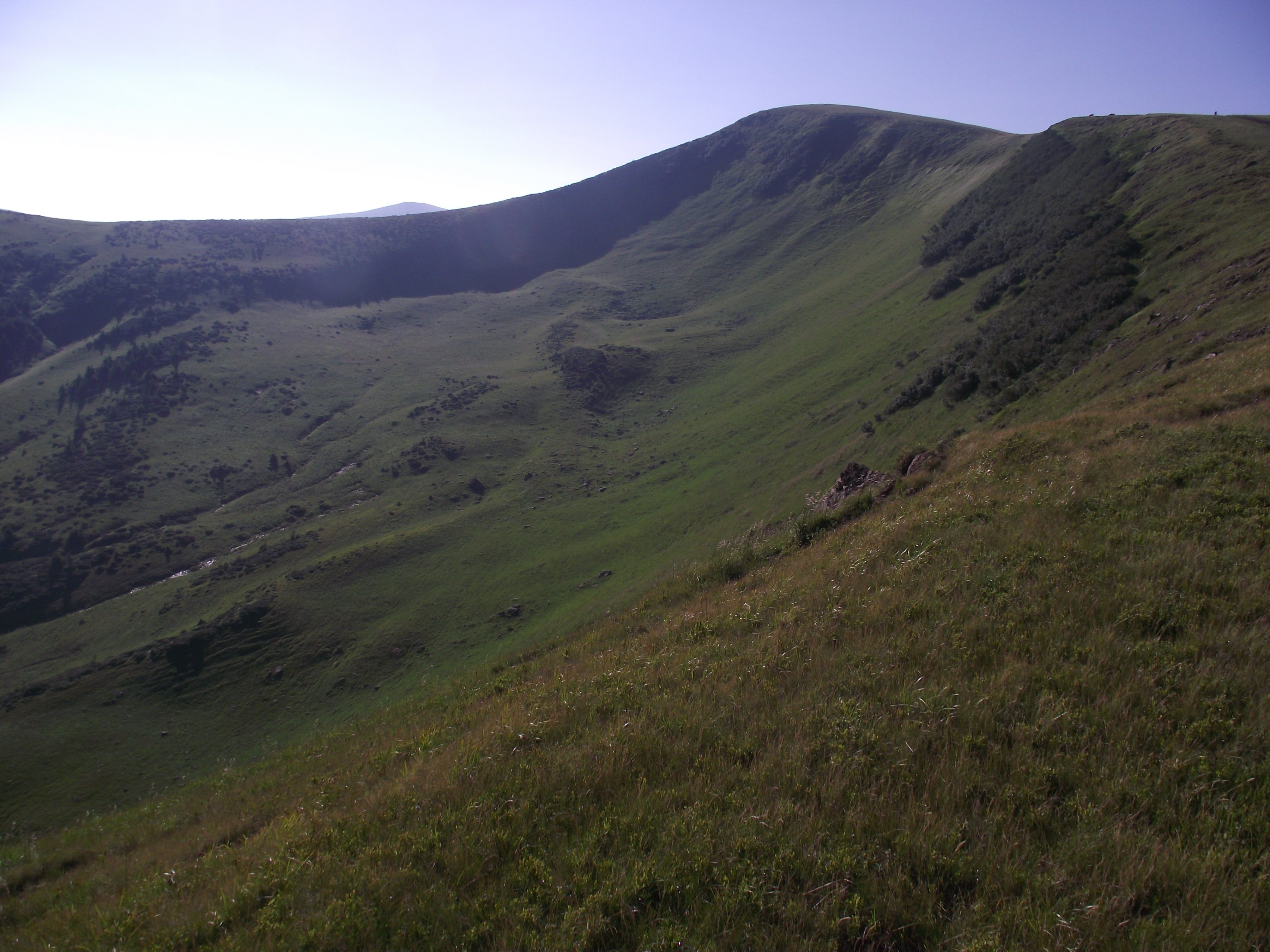
Вид на Унгаряску із заходу
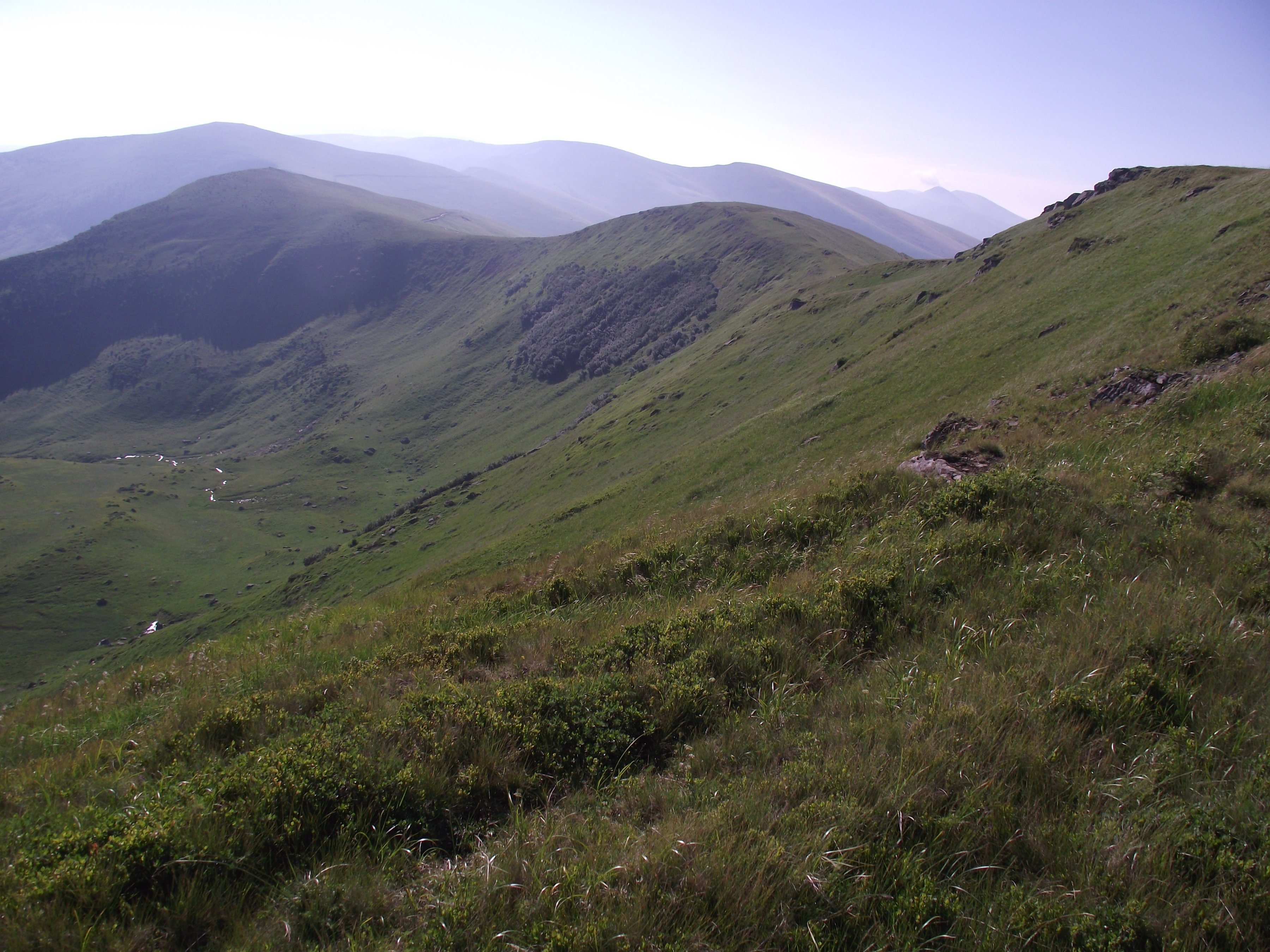
Вид із Унгаряски на центральну частину хребта Свидовець